# Casa Maria Teresa
La casa Maria Teresa és una obra del municipi d'Agullana (Alt Empordà) inclosa en l'Inventari del Patrimoni Arquitectònic de Catalunya.

## Descripció
Es tracta d'un edifici situat a prop del centre del poble. És un edifici, amb una distribució en planta convencional, destaca pel seu llenguatge innovador de clara arrel racionalista en un entorn de construccions tradicionals. Constitueix un volum perfecte, sense cap mena d'articulació, i només les finestres esdevenen elements destacables. En elles es conjuminen totes les formes i dimensions possibles: circular, quadrada i rectangular; gran, petita i mitjana; finestres i balcons. La distribució manté una certa regularitat, a excepció del costat de tramuntana, on l'anarquia de les obertures trenca aquest principi. Un ràfec força destacat contribueix a atorgar a l'edifici una certa noblesa. Per acabar, cal destacar l'entrada al pati d'accés, feta amb un túnel de formes corbes i un sostre pla.
Durant el segle xx va ser l'escola d'Agullana, una fàbrica, i finalment l'any 1922 va esdevenir una casa quan Joaquim Bech de Careda i Herminia Rivas la van comprar com a nova llar.